# Takahiro Ko
Takahiro Ko (født 20. april 1998) er en japansk fodboldspiller, som spiller for den japanske fodboldklub Gamba Osaka.